# Pays-Bas Belgiques
Les Pays-Bas Belgiques (een Franse naam voor de Lage Landen) is een tamelijk recente en ongebruikelijke uitdrukking, die vooral wordt gebruikt door het Heel-neerlandisme, een politieke beweging die de politieke eenwording van een West-Europees gebied met een gemeenschappelijke cultuur en geschiedenis nastreeft dat ongeveer overeenkomt met de huidige Benelux plus enkele aangrenzende gebieden in het noorden van Frankrijk en het westen van Duitsland.  
De naam is een politieke variant van de Lage Landen (Low Countries in het Engels), of de Nederlanden. De naam in het meervoud wijst erop dat het gaat om een aantal kleine landen, die slechts voor korte periodes aan het eind van de Middeleeuwen en in de Moderne Tijd min of meer onder een politieke eenheid vielen. 
De term is door Verdinaso, Verbond van Dietsche Nationaal Solidaristen, vlak voor de Tweede Wereldoorlog korte tijd (1939-1940) gebruikt als titel van hun tijdschrift, dat daarvoor L'Ordre Thiois (Frans voor: De Dietse orde) heette. 